# الأمراض الرئوية المرافقة للتدخين الالكتروني
الأمراض الرئوية المرافقة للتدخين الالكتروني (VAPI) تُعرف أيضًا باسم الإصابة الرئوية المرتبطة بالتدخين الالكتروني أو الأمراض الرئوية المرتبطة باستخدام السيجارة الالكترونية أو التدخين الالكتروني، أو أحد المنتجات المشابهة، وهي إصابة رئوية مرافقة لاستخدام السجائر الالكترونية، وقد تكون شديدة وخطيرة ومهددة للحياة. قد تكون الأعراض مشابهة في البداية لأمراض رئوية مثل ذات الرئة، لكن لا يستجيب المصابون عادةً للعلاج بالمضادات الحيوية. يحتاج المصابون عادة للرعاية الطبية في غضون أيام قليلة إلى أسابيع من بدء ظهور الأعراض.
منذ سبتمبر 2019، بدأت مراكز السيطرة على الأمراض والوقاية منها (CDC) بالإبلاغ عن تفشي مرض رئوي حاد على مستوى البلاد مرتبط بالتدخين الالكتروني، أو استنشاق هباء المواد الموجودة في السجائر الالكترونية التي تعمل بالبطاريات، والسيجار الالكتروني، وطرق التدخين الالكتروني الأخرى. بدأت الإصابات الرئوية بالانتشار منذ أبريل 2019 على الأقل. اعتبارًا من 4 فبراير 2020، أُبلغ مركز السيطرة على الأمراض بـ 2758 حالة إصابة رئوية مرتبطة بالتدخين الالكتروني، مع 64 حالة وفاة مؤكدة.
تضمنت جميع حالات الإصابة الرئوية المرتبطة بالتدخين الالكتروني المُبلغ عنها من قبل مركز السيطرة على الأمراض تاريخًا من استخدام السجائر الالكترونية، أو منتجات التبخير، وكان اختبار معظم العينات إيجابيًا لمادة رباعي هيدروكانابينول (THC) من قبل إدارة الغذاء والدواء الأمريكية، ومعظم المرضى أبلغوا عن تاريخ استخدام منتج يحتوي على رباعي هيدروكانابينول. تظهر بيانات مراكز مكافحة الأمراض والوقاية منها أن تفشي الحالات بلغ ذروته في سبتمبر 2019، وانخفض بثبات إلى مستوى منخفض حتى يناير 2020. في أواخر فبراير 2020، ذكرت مقالة كتبها مركز السيطرة على الأمراض في دورية نيو إنغلاند جورنال أوف ميديسين أن سبب تفشي الإصابات الرئوية المرتبطة بالتدخين الالكتروني هو استخدام المنتجات التي تحتوي على رباعي هيدروكانابينول من مصادر غير رسمية وغير مشروعة.
صرحت مراكز السيطرة على الأمراض والوقاية منها أن مادة أسيتات التوكوفيرول (أسيتات فيتامين هـ) وهو عامل قطع لمادة رباعي هيدروكانابينول متورطة بشدة في الإصابات الرئوية المرتبطة بالتدخين الالكتروني، ولكن لم تكن الأدلة كافية لاستبعاد مساهمة المواد الكيميائية الأخرى المثيرة للقلق في السجائر الالكترونية اعتبارًا من يناير 2020.

## العلامات والأعراض
تشمل الأعراض التي يُبلَغ عنها بشكل شائع ضيق في التنفس وسعال وتعب وآلام جسمية وحمى وغثيان وقيء وإسهال. قد تشمل الأعراض الإضافية ألمًا في الصدر، أو ألمًا في البطن، أو قشعريرة، أو فقدانًا للوزن. يمكن أن تحاكي الأعراض في البداية التشخيصات الرئوية الشائعة مثل الالتهاب الرئوي، لكن لا يستجيب المرضى عادةً للعلاج بالمضادات الحيوية. يمكن عند بعض المرضى أن تسبق أعراض الجهاز الهضمي أعراض الجهاز التنفسي. يضطر المرضى إلى طلب الرعاية الصحية في المشافي والمراكز الصحية عادةً في غضون أيام قليلة إلى أسابيع بعد بدء الأعراض. عند قبول المريض في المستشفى، سيكون يعاني غالبًا من نقص الأكسجين ويطابق معايير متلازمة الاستجابة الالتهابية الجهازية، بما في ذلك الحمى. قد يبين الفحص البدني وجود تسرع في نبض القلب أو تسرع التنفس. يميل تسمع الرئتين إلى أن يكون غير ملحوظ (غير مرَضي)، حتى عند المرضى الذين يعانون من مرض رئوي حاد. في بعض الحالات، يعاني الأفراد المصابون من قصور تنفسي تدريجي، مما سيُضطر الطبيب إلى التنبيب من أجل الحافظة على حياة المريض. احتاج العديد من الأفراد المصابين إلى وحدة العناية المركزة (ICU) والتهوية الميكانيكية. تراوح وقت التعافي (الخروج من المستشفى) من أيام إلى أسابيع.

## الآلية
يُقصَد بالتدحين الالكتروني استنشاق الهباء الجوي من جهاز السجائر الالكترونية، والذي يعمل عن طريق تسخين سائل يمكن أن يحتوي على مواد مختلفة، بما في ذلك النيكوتين، ورباعي هيدروكانابينول، والنكهات، والإضافات مثل الغليسرول (يباع كغليسرول نباتي)، والبروبيلين غليكول. الآثار الصحية طويلة المدى للتدخين الالكتروني غير معروفة. كان يُعتقد منذ فترة طويلة أن الغليسرول خيار آمن. ومع ذلك، تُعرف مادة الفورمالديهايد المسرطنة بأنها أحد منتجات بروبيلين غليكول وتحلل بخار الغليسرول، وقد تسبب هذه المكونات أيضًا التهاب الرئة.[بحاجة لمصدر]
أبلغ معظم الأفراد الذين عولجوا من الإصابات الرئوية المرتبطة بالتدخين الالكتروني عن استخدامهم لمركبات القنب و/أو الكانابيديول، وأبلغ البعض أيضًا عن استخدامهم لمنتجات النيكوتين الالكترونية. عانى آخرون ممن جربوا التدخين الالكتروني عبر البوتقة الزجاجية من إصابات رئوية أيضًا. يستخدم التدخين الالكتروني عبر البوتقة الزجاجية نوعًا مختلفًا من الأجهزة لتسخين واستخراج شبائه القنب من أجل استنشاقها. تتضمن العملية تسخينًا زائدًا واستنشاق الرئتين لجزيئات تحتوي على رباعي هيدروكانابينول وأنواع أخرى من مواد النبات الذي يحتوي على مادة الكانابيديول.
لوحظ أن الإصابات الرئوية المرافقة للتدخين الالكتروني تندرج تحت نوع إصابات الرئة الحادة، مثل حالات الالتهاب الرئوي الليفي الحاد، أو التهاب القصيبات المسد لذات الرئة المنظم، أو التلف الحويصلي المنتشر. يبدو أن مصطلح الإصابة الرئوية المرتبطة بالتدخين الالكتروني هو مصطلح عام للعديد من أسباب أمراض الرئة الحادة. لا يوجد دليل على تدخل البكتيريا في أسباب حدوث هذه الإصابات الرئوية.
لم يظهر أي مركب أو مكون واحد كسبب لهذه الأمراض اعتبارًا من نوفمبر 2019. لا تزال العديد من المواد والمنتجات المختلفة قيد التحقيق. صرح مركز السيطرة على الأمراض والوقاية منها أن أحدث النتائج الوطنية تشير إلى أن المنتجات التي تحتوي على رباعي هيدروكانابينول، خاصة من مصادر غير رسمية مثل الأصدقاء أو العائلة أو التجار الشخصيين أو عبر الإنترنت، مرتبطة بمعظم الحالات وتلعب دورًا رئيسيًا في تفشي المرض. أعلن مركز السيطرة على الأمراض أن أسيتات فيتامين (هـ) مسبب محتمل قوي جدًا لحصول الإصابات الرئوية المرتبطة بالتدخين الالكتروني. فقد عُثر عليه أثناء اختبار 29 من أصل 29 خزعة من الرئة، كانت قد أُخذت من عشر ولايات مختلفة، ولكن الأدلة ليست كافية حتى الآن لاستبعاد مساهمة المواد الكيميائية الأخرى. صرح مركز السيطرة على الأمراض اعتبارًا من 11 فبراير 2020 أن الأبحاث السابقة تشير إلى أن استنشاق أسيتات فيتامين (هـ) قد يتداخل مع وظائف الرئة الطبيعية. وجدت دراسة أجريت عام 2020 أن أسيتات فيتامين (هـ) المدخن ينتج غاز كيتين شديد السمية، وألكينات مسببة للسرطان والبنزين.